# 이노쿠치촌 (가나가와현)
이노쿠치촌(일본어: 井ノ口村)은 일본 가나가와현에 존재했던 촌으로 현재의 아시가라카미군 나카이정 동부. 도메이 고속도로 하타노나카이 나들묵의 남쪽에 위치해 있다.

## 역사
- 1889년 4월 1일 - 정촌제 시행에 의해 아시가라카미군 이노쿠치촌이 성립하였다.
- 1908년 4월 1일 - 나카촌과 합병해 나카이촌이 성립하여, 동일 이노쿠치촌은 폐지되었다.

## 교통

### 철도
- 쇼난궤도 (1937년 폐지)
  - 쇼난궤도선

## 참고 문헌
- 角川日本地名大辞典編纂委員会,『角川日本地名大辞典 神奈川県』1984, 角川書店